# سفر به چزابه
سفر به چزابه یا سفر به چذابه فیلمی به کارگردانی و نویسندگی رسول ملاقلی‌پور  محصول سال ۱۳۷۴ است.

## خلاصه داستان
وحید در حال ساختن یک فیلم جنگی است. او از علی دوست آهنگسازش دعوت کرده تا با دیدن قسمت‌هایی از فیلم که آماده شده، آهنگی بسازد اما علی نمی‌تواند با فیلم ارتباط درستی پیدا کند. علی به قصد آشنایی با فیلم به همراه وحید به محل فیلمبرداری می‌رود اما ناگهان هر دو با رفتن به یکی از خاک‌ریزهای ساخته‌شده، خود را در قلب سنگرهای واقعی جبهه، در منطقه چذابه می‌یابند. وحید از این حضور خشنود است اما علی از بودن در این منطقه با خطرهای زیادش راضی نیست و طاقت دیدن صحنه‌های واقعی جنگ و کشته شدن جوانان را ندارد. وحید با دیدن بهروز، صمد، فرمانده حسن کاوه و مراد چلچراغ و مرتضی و بقیه همرزمانش به کمک آن‌ها می‌رود اما بالاخره آن‌ها به دوران حال و به محل فیلمبرداری فیلم وحید برمی‌گردند.

## بازیگران
- مسعود کرامتی
- فرهاد اصلانی
- حبیب دهقان نسب
- حسین رفیعی
- سیامک انصاری
- پیمان سنندجی‌زاده
- رضا خندان
- عزیزاله هنرآموز
- مهدی فقیه
- علیرضا جلالی
- علی سلیمانی
- علی فرهادی
- حبیب‌اله الهیاری
- کیوان محمودنژاد
- وحید شیخ لر
- جواد میرمیران
- محسن موسوی
- رحیم عرب امینی
- حسن روح نواز
- نجمه محمدی
- مهدی موسوی
- علی رستمی
- سید علی حسینی
- آرش نوذری
- احمد تاجیک
- عاطفه رضوی
- کاظم طیبی
- مرتضی هاشم خانلو
- بابک برزویه
- اسلام فتحی
- محمدرضا ایزدی یکتا
- مهرداد بختیاری
- خیراله جلیلی
- پرویز غفاری
- رضا عزیزی سرشت
- علی حشمتی
- پرویز اسکندری
- مهدی میردامادی
- علی عزیزپور
- یوسف مقصودی
- مهدی فدایی
- عبداله هرآینی
- علیرضا جرسرایی
- خیراله قشقایی
- حسین رامه
- علی شیرازی
- احمد حسن‌زاده
- بهناز نازی